# Puchar Europy w Lekkoatletyce 1967 – półfinał mężczyzn (Ostrawa)
Półfinał pucharu Europy w lekkoatletyce w 1967 mężczyzn odbył się 22 i 23 lipca w Ostrawie. Był to jeden z trzech półfinałów. Pozostałe odbyły się w Duisburgu i Sztokholmie.
Wystąpiło sześć zespołów, z których dwa najlepsze awansowały do finału.

## Klasyfikacja generalna
| Poz. | Reprezentacja  | Punkty |
| ---- | -------------- | ------ |
| 1    | Polska         | 94     |
| 2    | Francja        | 92     |
| 3    | Czechosłowacja | 79     |
| 4    | Włochy         | 71     |
| 5    | Rumunia        | 51     |
| 6    | Holandia       | 31     |

## Wyniki indywidualne
Kolorami oznaczono zawodników reprezentujących zwycięskie drużyny.

### Bieg na 100 metrów
| Lp. | Państwo        | Zawodnik              | Wynik |
| --- | -------------- | --------------------- | ----- |
| 1.  | Francja        | Roger Bambuck         | 10,4  |
| 2.  | Włochy         | Pasquale Giannattasio | 10,5  |
| 3.  | Polska         | Wiesław Maniak        | 10,6  |
| 4.  | Czechosłowacja | Dušan Šváby           | 10,7  |
| 5.  | Holandia       | Wim Blom              | 10,8  |
| 6.  | Rumunia        | Bucur Iliescu         | 10,8  |

### Bieg na 200 metrów
| Lp. | Państwo        | Zawodnik            | Wynik |
| --- | -------------- | ------------------- | ----- |
| 1.  | Francja        | Roger Bambuck       | 20,7  |
| 2.  | Polska         | Jan Werner          | 21,0  |
| 3.  | Czechosłowacja | Ladislav Kříž       | 21,0  |
| 4.  | Włochy         | Ippolito Giani      | 21,3  |
| 5.  | Rumunia        | Gheorghe Zamfirescu | 21,4  |
| 6.  | Holandia       | Wim Blom            | 21,5  |

### Bieg na 400 metrów
| Lp. | Państwo        | Zawodnik            | Wynik |
| --- | -------------- | ------------------- | ----- |
| 1.  | Francja        | Jean-Claude Nallet  | 46,3  |
| 2.  | Polska         | Andrzej Badeński    | 46,3  |
| 3.  | Czechosłowacja | Josef Trousil       | 46,8  |
| 4.  | Holandia       | Rijn van den Heuvel | 47,0  |
| 5.  | Włochy         | Sergio Bello        | 47,5  |
| 6.  | Rumunia        | Tudor Puiu          | 48,3  |

### Bieg na 800 metrów
| Lp. | Państwo        | Zawodnik             | Wynik  |
| --- | -------------- | -------------------- | ------ |
| 1.  | Francja        | Jean-Pierre Dufresne | 1:47,5 |
| 2.  | Czechosłowacja | Tomáš Jungwirth      | 1:48,2 |
| 3.  | Polska         | Henryk Szordykowski  | 1:48,9 |
| 4.  | Rumunia        | Gheorghe Ene         | 1:49,3 |
| 5.  | Holandia       | Ton Blok             | 1:50,6 |
| 6.  | Włochy         | Francesco Bianchi    | 1:58,7 |

### Bieg na 1500 metrów
| Lp. | Państwo        | Zawodnik          | Wynik  |
| --- | -------------- | ----------------- | ------ |
| 1.  | Włochy         | Francesco Arese   | 3:46,8 |
| 2.  | Czechosłowacja | Josef Odložil     | 3:46,8 |
| 3.  | Francja        | Jean Wadoux       | 3:47,7 |
| 4.  | Polska         | Witold Baran      | 3:48,3 |
| 5.  | Holandia       | Willem Huizinga   | 3:52,0 |
| 6.  | Rumunia        | Constantin Blotiu | 3:52,3 |

### Bieg na 5000 metrów
| Lp. | Państwo        | Zawodnik            | Wynik   |
| --- | -------------- | ------------------- | ------- |
| 1.  | Czechosłowacja | Pavel Faschingbauer | 14:49,0 |
| 2.  | Francja        | Jean-Luc Salomon    | 14:49,8 |
| 3.  | Rumunia        | Andrei Barabaș      | 14:49,8 |
| 4.  | Polska         | Henryk Piotrowski   | 14:51,6 |
| 5.  | Włochy         | Antonio Ambu        | 14:51,8 |
| 6.  | Holandia       | Gijs de Bode        | 14:42,0 |

### Bieg na 10 000 metrów
| Lp. | Państwo        | Zawodnik          | Wynik   |
| --- | -------------- | ----------------- | ------- |
| 1.  | Polska         | Edward Stawiarz   | 30:29,6 |
| 2.  | Francja        | Noël Tijou        | 30:38,3 |
| 3.  | Czechosłowacja | Vladimír Balšánek | 30:51,4 |
| 4.  | Rumunia        | Ion Rașnac        | 30:53,8 |
| 5.  | Holandia       | Piet Beelen       | 31:36,0 |
| 6.  | Włochy         | Antonio Ambu      | 32:38,6 |

### Bieg na 110 metrów przez płotki
| Lp. | Państwo        | Zawodnik           | Wynik |
| --- | -------------- | ------------------ | ----- |
| 1.  | Włochy         | Eddy Ottoz         | 13,8  |
| 2.  | Francja        | Marcel Duriez      | 14,3  |
| 3.  | Polska         | Adam Kołodziejczyk | 14,3  |
| 4.  | Czechosłowacja | Milan Čečman       | 14,4  |
| 5.  | Rumunia        | Nicolae Pertea     | 14,9  |
| 6.  | Holandia       | Peter Dellensen    | 15,0  |

### Bieg na 400 metrów przez płotki
| Lp. | Państwo        | Zawodnik         | Wynik |
| --- | -------------- | ---------------- | ----- |
| 1.  | Włochy         | Roberto Frinolli | 50,2  |
| 2.  | Polska         | Wilhelm Weistand | 50,8  |
| 3.  | Czechosłowacja | Miroslav Hruš    | 51,0  |
| 4.  | Francja        | Robert Kozma     | 51,8  |
| 5.  | Rumunia        | Valeriu Jurcă    | 52,9  |
| 6.  | Holandia       | Marius Bos       | 54,1  |

### Bieg na 3000 metrów z przeszkodami
| Lp. | Państwo        | Zawodnik       | Wynik   |
| --- | -------------- | -------------- | ------- |
| 1.  | Francja        | Guy Texereau   | 8:41,8  |
| 2.  | Rumunia        | Zoltan Vamoș   | 8:43,6  |
| 3.  | Polska         | Wolfgang Luers | 8:57,0  |
| 4.  | Włochy         | Giovanni Pizzi | 9:01,8  |
| 5.  | Holandia       | Wil Willems    | 9:20,8  |
| 6.  | Czechosłowacja | Josef Horčic   | 11:19,0 |

### Sztafeta 4 × 100 metrów
| Lp. | Państwo        | Zawodnicy                                                         | Wynik |
| --- | -------------- | ----------------------------------------------------------------- | ----- |
| 1.  | Francja        | Marc Berger Claude Piquemal Jocelyn Delecour Roger Bambuck        | 38,9  |
| 2.  | Włochy         | Carlo Laverda Ennio Preatoni Ippolito Giani Pasquale Giannattasio | 39,4  |
| 3.  | Polska         | Adam Kaczor Jan Werner Zenon Nowosz Wiesław Maniak                | 39,7  |
| 4.  | Czechosłowacja | Ladislav Kříž Dionýz Szögedi Juraj Demeč Jiří Kynos               | 39,7  |
| 5.  | Holandia       | Piet Tamminga Ad de Jong Wim Blom Cornelius Mooy                  | 40,5  |
| 6.  | Rumunia        | Bucur Iliescu Gheorghe Zamfirescu Valeriu Jurcă Petre Ciobanu     | 41,0  |

### Sztafeta 4 × 400 metrów
| Lp. | Państwo        | Zawodnicy                                                           | Wynik  |
| --- | -------------- | ------------------------------------------------------------------- | ------ |
| 1.  | Polska         | Jan Balachowski Edmund Borowski Jan Werner Andrzej Badeński         | 3:04,2 |
| 2.  | Włochy         | Lorenzo Cellerino Roberto Frinolli Bruno Bianchi Sergio Bello       | 3:08,1 |
| 3.  | Czechosłowacja | Igor Krupička Vladko Pavlů Josef Hegyes Josef Trousil               | 3:08,8 |
| 4.  | Holandia       | Rob Mahieu Fred van Herpen Sjouke Tel Rijn van den Heuvel           | 3:08,9 |
| 5.  | Francja        | Bernard Devillon Michel Samper Christian Nicolau Jean-Claude Nallet | 3:11,6 |
| –   | Rumunia        | Andrei Deac Ion Ratoi Tudor Puiu Valeriu Jurcă                      | DQ     |

### Skok wzwyż
| Lp. | Państwo        | Zawodnik            | Wynik |
| --- | -------------- | ------------------- | ----- |
| 1.  | Francja        | Robert Sainte-Rose  | 2,13  |
| 2.  | Czechosłowacja | Rudolf Hübner       | 2,09  |
| 3.  | Rumunia        | Șerban Ioan         | 2,09  |
| 4.  | Polska         | Stefan Szwarczewski | 2,05  |
| 5.  | Włochy         | Vittoriano Drovandi | 1,96  |
| 6.  | Holandia       | Ben Lesterhuis      | 1,96  |

### Skok o tyczce
| Lp. | Państwo        | Zawodnik         | Wynik |
| --- | -------------- | ---------------- | ----- |
| 1.  | Francja        | Hervé d’Encausse | 5,10  |
| 2.  | Czechosłowacja | Rudolf Tomášek   | 4,80  |
| 3.  | Polska         | Bogdan Markowski | 4,70  |
| 4.  | Rumunia        | Dinu Pistalu     | 4,50  |
| 5.  | Włochy         | Renato Dionisi   | 4,40  |
| 6.  | Holandia       | Servee Wijsen    | 4,20  |

### Skok w dal
| Lp. | Państwo        | Zawodnik         | Wynik |
| --- | -------------- | ---------------- | ----- |
| 1.  | Polska         | Andrzej Stalmach | 7,85  |
| 2.  | Francja        | Jack Pani        | 7,77  |
| 3.  | Włochy         | Pasquale Santoro | 7,54  |
| 4.  | Rumunia        | Mihai Zaharia    | 7,39  |
| 5.  | Czechosłowacja | Ján Solčány      | 7,24  |
| 6.  | Holandia       | Henk Evers       | 6,95  |

### Trójskok
| Lp. | Państwo        | Zawodnik          | Wynik |
| --- | -------------- | ----------------- | ----- |
| 1.  | Polska         | Jan Jaskólski     | 16,68 |
| 2.  | Czechosłowacja | Petr Nemšovský    | 16,34 |
| 3.  | Rumunia        | Șerban Ciochină   | 16,22 |
| 4.  | Włochy         | Pierluigi Gatti   | 15,68 |
| 5.  | Francja        | Étienne Montlouis | 15,33 |
| 6.  | Holandia       | Henk Evers        | 14,50 |

### Pchniecie kulą
| Lp. | Państwo        | Zawodnik          | Wynik |
| --- | -------------- | ----------------- | ----- |
| 1.  | Polska         | Władysław Komar   | 18,48 |
| 2.  | Francja        | Pierre Colnard    | 18,42 |
| 3.  | Czechosłowacja | Jiří Skobla       | 17,70 |
| 4.  | Włochy         | Silvano Meconi    | 16,60 |
| 5.  | Rumunia        | Adrian Gagea      | 16,56 |
| 6.  | Holandia       | Piet van der Kruk | 16,01 |

### Rzut dyskiem
| Lp. | Państwo        | Zawodnik          | Wynik |
| --- | -------------- | ----------------- | ----- |
| 1.  | Czechosłowacja | Ludvík Daněk      | 60,74 |
| 2.  | Włochy         | Silvano Simeon    | 60,52 |
| 3.  | Polska         | Edmund Piątkowski | 60,12 |
| 4.  | Rumunia        | Iosif Naghi       | 58,06 |
| 5.  | Francja        | Jacques Nys       | 49,40 |
| 6.  | Holandia       | Harry Zitzen      | 49,36 |

### Rzut młotem
| Lp. | Państwo        | Zawodnik           | Wynik |
| --- | -------------- | ------------------ | ----- |
| 1.  | Polska         | Zdzisław Smoliński | 61,38 |
| 2.  | Czechosłowacja | Karel Kunst        | 61,18 |
| 3.  | Rumunia        | Virgil Ţibulschi   | 60,68 |
| 4.  | Francja        | Gérard Chadefaux   | 60,28 |
| 5.  | Włochy         | Walter Bernardini  | 58,64 |
| 6.  | Holandia       | Eef Kamerbeek      | 47,34 |

### Rzut oszczepem
| Lp. | Państwo        | Zawodnik        | Wynik |
| --- | -------------- | --------------- | ----- |
| 1.  | Polska         | Janusz Sidło    | 78,72 |
| 2.  | Włochy         | Franco Radman   | 75,86 |
| 3.  | Francja        | Michel Pougheon | 72,32 |
| 4.  | Rumunia        | Volf Socol      | 70,26 |
| 5.  | Holandia       | Piet Olofsen    | 70,04 |
| 6.  | Czechosłowacja | Jiří Šilhan     | 65,48 |